# Snapdragon X Elite
El Snapdragon X Elite es un SoC de Qualcomm para PC con Windows basado en la arquitectura ARM. Fue anunciado en el Snapdragon Summit 2023 y estará disponible en los primeros ordenadores portátiles a mediados de 2024, siendo el Microsoft Surface Pro 11 el primero en estrenarla.

## Descripción
Está basado en el procesador Oryon de Qualcomm, diseñado específicamente para ofrecer un alto rendimiento y eficiencia. Este procesador cuenta con 12 núcleos de alto rendimiento que operan a 3.8 GHz de base y pueden alcanzar hasta 4.3 GHz con overclock controlado en hasta dos núcleos.
Está acompañado por una GPU Adreno SD X Elite con una potencia de 4.6 teraflops compatible con DirectX 12 y una NPU Hexagon de 45 TOPS. Qualcomm afirma que este SoC ofrece un rendimiento multinúcleo un 60% superior al de los procesadores Intel Core de 13.ª generación y que es 4.5 veces más potente en el procesamiento de IA que sus competidores. Asimismo, según Qualcomm, puede proporcionar más de 24 horas de duración de la batería con una sola carga.

### Especificaciones técnicas
|                        |                           | X1E-00-1DE | X1E-84-100 | X1E-80-100 | X1E-78-100 |
| ---------------------- | ------------------------- | --- | --- | --- | --- |
| CPU Qualcomm Oryon     | Núcleos                   | 12 | 12 | 12 | 12 |
| CPU Qualcomm Oryon     | Caché                     | 42 MB | 42 MB | 42 MB | 42 MB |
| CPU Qualcomm Oryon     | FMM                       | 3.8 GHz | 3.8 GHz | 3.4 GHz | 3.4 GHz |
| CPU Qualcomm Oryon     | Dual core boost           | 4.3 GHz | 4.2 GHz | 4.0 GHz | Ninguno |
| GPU Qualcomm Adreno    | Teraflops                 | 4.6 | 4.6 | 3.8 | 3.8 |
| GPU Qualcomm Adreno    | Resolución máxima interna | Ultra HD @ 120 Hz | Ultra HD @ 120 Hz | Ultra HD @ 120 Hz | Ultra HD @ 120 Hz |
| GPU Qualcomm Adreno    | Resolución máxima externa | Ultra HD @ 60 Hz | Ultra HD @ 60 Hz | Ultra HD @ 60 Hz | Ultra HD @ 60 Hz |
| GPU Qualcomm Adreno    | Pantallas simultáneas     | 3 | 3 | 3 | 3 |
| GPU Qualcomm Adreno    | Alto rango dinámico       | HDR10 | HDR10 | HDR10 | HDR10 |
| GPU Qualcomm Adreno    | Tipo de interfaz          | DisplayPort 1.4 | DisplayPort 1.4 | DisplayPort 1.4 | DisplayPort 1.4 |
| Qualcomm Hexagon NPU   | NPU TOPS                  | 45 | 45 | 45 | 45 |
| Memoria                | Tipo                      | LPDDR5x | LPDDR5x | LPDDR5x | LPDDR5x |
| Memoria                | Tasa de transferencia     | 8448 MT/s | 8448 MT/s | 8448 MT/s | 8448 MT/s |
| Memoria                | Ancho de banda            | 135 GB/s | 135 GB/s | 135 GB/s | 135 GB/s |
| Memoria                | Capacidad máxima          | 64 GB | 64 GB | 64 GB | 64 GB |
| Conectividad           | Módem celular             | Snapdragon X65 5G Modem-RF System (10 Gbps descarga, 3.5 Gbps carga, 5G NR, HSPA, sub-6 GHz, Dynamic Spectrum Sharing (DSS), LTE, WCDMA, CBRS, mmWave) | Snapdragon X65 5G Modem-RF System (10 Gbps descarga, 3.5 Gbps carga, 5G NR, HSPA, sub-6 GHz, Dynamic Spectrum Sharing (DSS), LTE, WCDMA, CBRS, mmWave) | Snapdragon X65 5G Modem-RF System (10 Gbps descarga, 3.5 Gbps carga, 5G NR, HSPA, sub-6 GHz, Dynamic Spectrum Sharing (DSS), LTE, WCDMA, CBRS, mmWave) | Snapdragon X65 5G Modem-RF System (10 Gbps descarga, 3.5 Gbps carga, 5G NR, HSPA, sub-6 GHz, Dynamic Spectrum Sharing (DSS), LTE, WCDMA, CBRS, mmWave) |
| Conectividad           | Wi-Fi                     | Wi-Fi 7 (802.11b, 802.11g, 802.11n, 802.11ac, 802.11a, 802.11ax, 802.11be)                                                                             | Wi-Fi 7 (802.11b, 802.11g, 802.11n, 802.11ac, 802.11a, 802.11ax, 802.11be)                                                                             | Wi-Fi 7 (802.11b, 802.11g, 802.11n, 802.11ac, 802.11a, 802.11ax, 802.11be)                                                                             | Wi-Fi 7 (802.11b, 802.11g, 802.11n, 802.11ac, 802.11a, 802.11ax, 802.11be)                                                                             |
| Conectividad           | Bluetooh                  | 5.4 de baja energía | 5.4 de baja energía | 5.4 de baja energía | 5.4 de baja energía |
| Cámara                 | ISP                       | Qualcomm Spectra | Qualcomm Spectra | Qualcomm Spectra | Qualcomm Spectra |
| Cámara                 | Profundidad de bits       | 18 bits | 18 bits | 18 bits | 18 bits |
| Cámara                 | Cámara dual               | 36+36 MP | 36+36 MP | 36+36 MP | 36+36 MP |
| Cámara                 | Cámara única              | 64 MP | 64 MP | 64 MP | 64 MP |
| Cámara                 | Captura de video          | Ultra HD @ 60 fps | Ultra HD @ 60 fps | Ultra HD @ 60 fps | Ultra HD @ 60 fps |
| Cámara                 | Formatos                  | H.264 (AVC), H.265 (HEVC) | H.264 (AVC), H.265 (HEVC) | H.264 (AVC), H.265 (HEVC) | H.264 (AVC), H.265 (HEVC) |
| Proceso de fabricación | Proceso de fabricación    | 4 nm | 4 nm | 4 nm | 4 nm |

## Marcas
Los ordenadores portátiles con Snapdragon X Elite estarán disponibles en una variedad de factores de forma, desde ultraportátiles hasta convertibles. Los primeros ordenadores portátiles con Snapdragon X Elite serán fabricados por Microsoft, Acer, Asus, HP, Lenovo, y Samsung.